# Юхимовка
Юхи́мовка (укр. Юхимівка, пол. Joachimówka, Jefimówka) — село на Украине, находится в Мурафской сельской общине Жмеринского района Винницкой области.
Код КОАТУУ — 0525389201. Население по переписи 2001 года составляет 1211 человек. Почтовый индекс — 23524. Телефонный код — 4344.
Занимает площадь 24 км².

## Религия
В селе действует храм Рождества Пресвятой Богородицы Шаргородского благочиния Могилёв-Подольской епархии Украинской православной церкви.

## Адрес местного совета
23524, Винницкая область, Шаргородский р-н, c. Юхимовка, ул. Ленина, 1а